# Toyota Center
Das Toyota Center ist eine Multifunktionsarena in der US-amerikanischen Stadt Houston im Bundesstaat Texas. Es dient hauptsächlich als Spielstätte der Houston Rockets in der National Basketball Association (NBA), es finden aber auch Konzerte statt.

## Geschichte
Die Arena wurde 2003 auf Drängen der in Houston ansässigen Sportvereine gebaut und ersetzte das mittlerweile zu einer Kirche umgebaute Compaq Center. Der japanische Automobilhersteller Toyota wurde schon vor der Eröffnung Namenssponsor.
Das Toyota Center bietet maximal 19.000 Plätze, sie variiert jedoch je nach Veranstaltung. Während des ersten Jahres besuchten mehr als 1,5 Millionen Menschen das Toyota Center.
2013 machte die NBA Station mit dem All-Star Game im Toyota Center. Der Westen besiegte den Osten mit 143:138. Zur NBA-Saison 2012/13 erhielt die Arena einen neuen, rechteckigen Videowürfel. Er war der größte seiner Art in einer Veranstaltungshalle in den USA.

## Konzerte
Im Toyota Center traten unter anderem folgende Künstler und Bands auf:
- Aerosmith mit Lenny Kravitz
- Beyoncé Knowles mit Robin Thicke
- Britney Spears
- Christina Aguilera
- Coldplay mit Fiona Apple
- Dane Cook
- Elton John
- Eric Clapton
- Hannah Montana
- High School Musical: The Concert
- Justin Timberlake
- Keith Urban
- Maná
- Metallica mit Godsmack
- Paul McCartney
- The Police
- Prince
- Rammstein
- RBD
- Red Hot Chili Peppers
- Shakira mit Wyclef Jean
- Stevie Wonder
- The Rolling Stones
- The Who mit The Pretenders
- U2 mit Damian Marley
- Van Halen

## Galerie

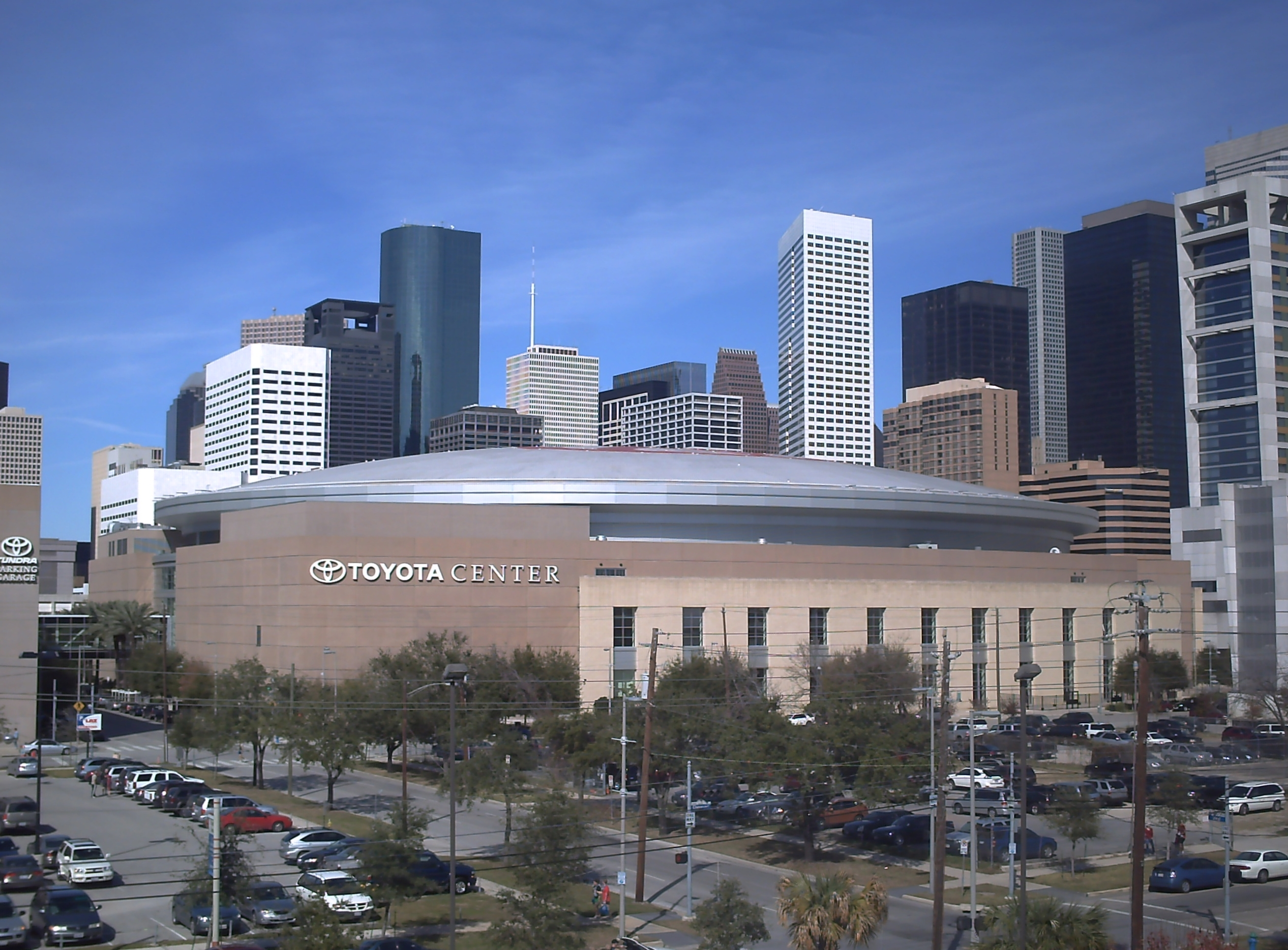
Außenansicht (2009)
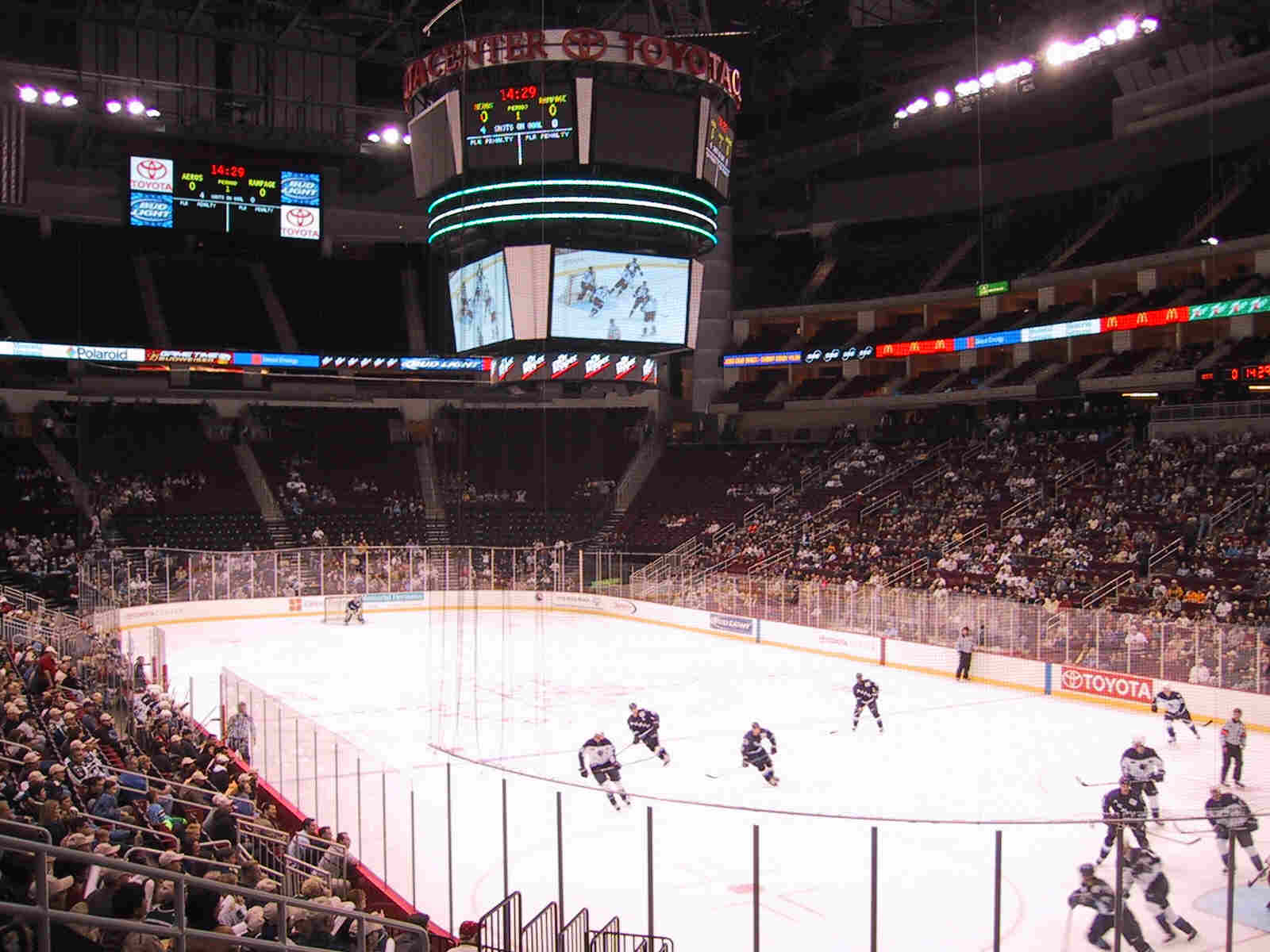
Innenansicht beim Eishockey (2004)
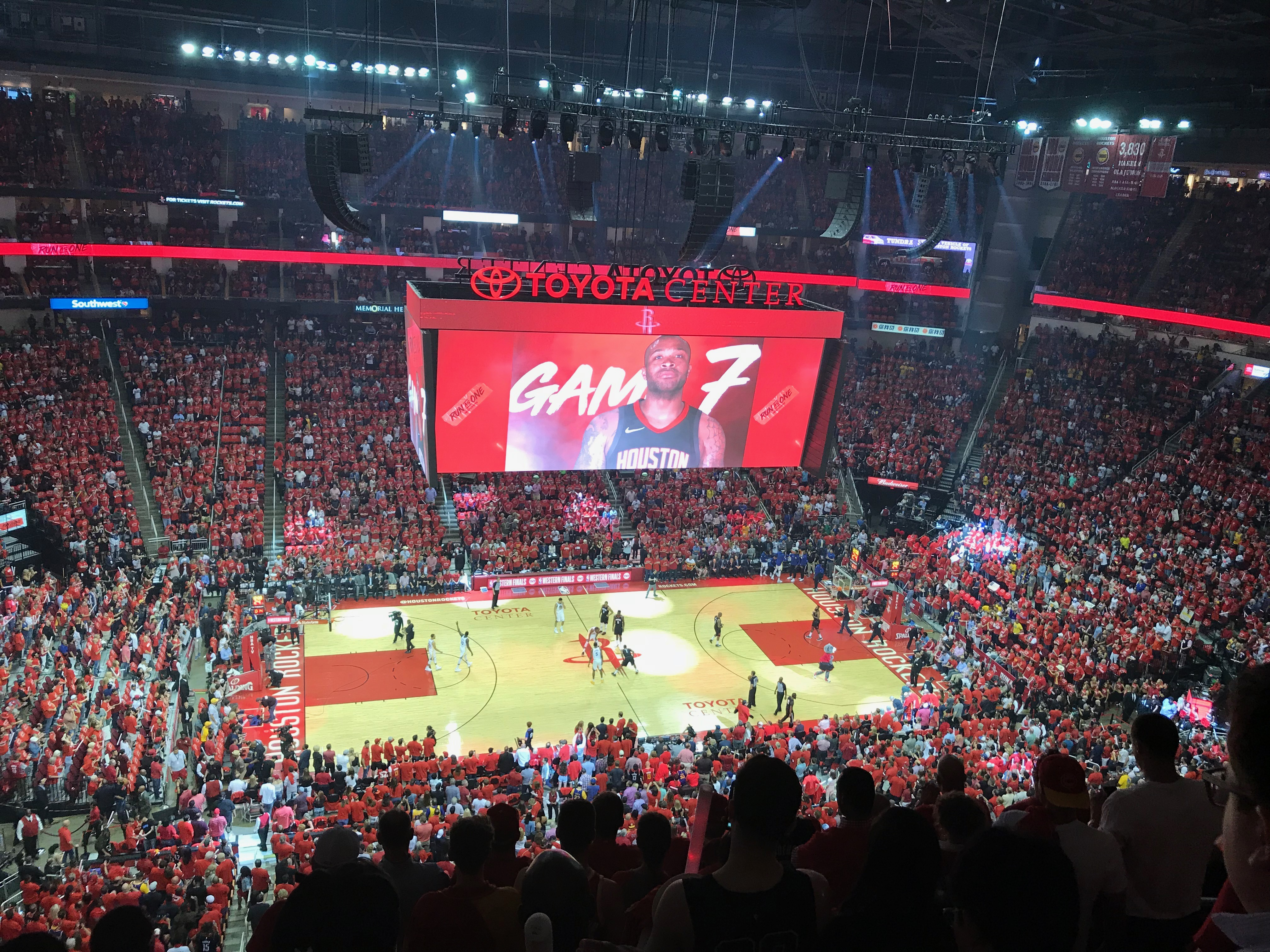
Spiel 7 der Finalserie der Western Conference 2018 zwischen den Rockets und den Golden State Warriors.